# Агацано
Агаца̀но (на италиански: Agazzano, на местен диалект Gasàn, Газан) е село и община в северна Италия, провинция Пиаченца, регион Емилия-Романя. Разположено е на 187 m надморска височина. Населението на общината е 2070 души (към 2010 г.).